# 笹森健
笹森 健（ささもり たけし、1933年6月20日 - ）は、教育学者、青山学院大学名誉教授。
岐阜県出身。1965年青山学院大学文学部教育学科卒、同大学院博士課程満期退学。1976年「明治期地方教育行政に関する研究 学区を中心として」で青学文学博士。青山学院大学文学部講師、助教授、教授、2004年定年、名誉教授、山梨英和大学教授、副学長。

## 著書
- 『明治前期地方教育行政に関する研究』講談社 1978
- 『事項別教育法規 法規を効率よく学ぶために』協同出版 教職課程新書 1984
- 『任命制下の市町村教育委員会に関する研究』酒井書店 1987

### 共著編
- 『教育法規の重点学習』福本みちよ共著 酒井書店 1996
- 『わが国の教育行政 その推移と背景 資料』編 酒井書店 1996
- 『オーストラリア・ニュージーランドの教育』石附実共編 東信堂 2001

翻訳
- アラン・バーカン『オーストラリア教育史』監訳 青山社 1995

## 論文
- Cinii